# 格林鎮區 (密歇根州阿爾皮納縣)
格林鎮區（英語：Green Township）是位於美國密歇根州阿爾皮納縣的一個行政鎮區。

## 地方資料
格林鎮區的面積為207.40平方千米，當中陸地面積為184.00平方千米，而水域面積為23.40平方千米。根據2020年美國人口普查的數據，當地共有人口1228人，而人口密度為每平方千米5.92人。